# 거짓말 섹스가 좋아
"거짓말 섹스가 좋아"는 한국에서 제작된 이세일 감독의 2013년 멜로/로맨스 영화이다. 김지원 등이 주연으로 출연하였다.

## 출연

### 주연
- 김지원
- 조동혁
- 이동준